# Eddy Seel
Eddy Seel (Verviers, 23 aprile 1970) è un pilota motociclistico belga ritiratosi dall'attività agonistica.

## Carriera
Dopo Thierry Van Den Bosch, Seel è il pilota di supermotard che ha vinto il maggior numero di gran premi (26 manche) nel Campionato Mondiale Supermoto. Detiene inoltre il titolo mondiale 2003.
Dopo un brillante inizio carriera nel motocross, a causa dei frequenti infortuni decide di passare al supermotard, nel team ufficiale Husqvarna.
Nel 2003 vince il titolo mondiale, ma non riesci a ripetersi negli anni successivi.
Dalla stagione 2006 corre nella categoria 450 cm³ del Mondiale Supermoto sulla Suzuki del Team Rigo Racing, ma subisce molti infortuni che non gli permettono di tornare agli splendori del titolo mondiale.
Nel 2009, parallelamente ai campionati mondiale e italiano con il Team Suzuki Rigo Racing, è anche al via di parte del campionato spagnolo supermoto con il Team Gas Gas SRS Factory.
Nel 2010 il belga passa dal Team Rigo Racing al Team Lux Performance, continuando però a correre su Suzuki come dal 2006. A metà stagione si ritira dalle competizioni. Parteciperà successivamente solo a singoli eventi di supermoto europei.

## Palmarès
- 1982: Campione Belga Motocross Debutants classe 80[3]
- 1983: Campione Belga Motocross Junior classe 80[3]
- 1985: Campione Belga Motocross Seniors classe 80[3]
- 1985: Campione Belga Motocross classe 125[3]
- 1985: Debutto nel Campionato del Mondo Motocross classe 125
- 1989: Campione Belga Motocross Debutants classe 125[3]
- 1990: 3º posto Campionato Internazionale Belga Motocross classe 125
- 1993: 2º posto Campionato Internazionale Belga Motocross classe 125
- 1993: 31º posto Campionato del Mondo Motocross classe 125
- 1994: 18º posto Campionato del Mondo classe 125
- 1995: 2º posto Campionato Internazionale Belga Motocross classe 125
- 1996: 3º posto Campionato Internazionale Belga Motocross classe 125
- 1996: 22º posto Campionato del Mondo Motocross classe 125
- 1997: 2º posto Campionato Internazionale Belga Motocross classe 125
- 1997: 37º posto Campionato del Mondo Motocross classe 125
- 1997: 2º posto Campionato Belga Supermoto
- 1998: 12º posto Campionato Belga Supermoto
- 1999: 3º posto Campionato Belga Supermoto
- 1999: 8º posto Campionato Europeo Supermoto
- 1999: Vincitore Superbikers di Mettet
- 2000: 2º posto Campionato Belga Supermoto
- 2000: 5º posto Campionato Tedesco Supermoto
- 2000: 6º posto Campionato Europeo Supermoto
- 2001: Campione Internazionale d'Italia Supermoto (su Husqvarna)
- 2001: CAMPIONE EUROPEO SUPERMOTO (su Husqvarna)[2]
- 2001: 5º posto Campionato Tedesco Supermoto (4 gare su 6) (su Husqvarna)
- 2001: 14º posto Campionato Belga Supermoto classe Prestige Open (3 gare su 8) (su Husqvarna)
- 2002: 2º posto Campionato Internazionale d'Italia Supermoto (su Husqvarna)
- 2002: 8º posto Campionato Belga Supermoto classe Prestige Open (3 gare su 7) (su Husqvarna)
- 2002: 2º posto Campionato Tedesco Supermoto (su Husqvarna)
- 2002: 4º posto Campionato Europeo Supermoto (su Husqvarna)
- 2002: 5º posto Campionato del Mondo Supermoto (su Husqvarna)
- 2003: Campione Internazionale d'Italia Supermoto (su Husqvarna)
- 2003: 20º posto Campionato Belga Supermoto classe Prestige Open (1 gara su 7) (su Husqvarna)
- 2003: CAMPIONE DEL MONDO SUPERMOTO (su Husqvarna)[2]
- 2003: 5º posto generale Supermoto delle Nazioni (Team Belgium) (su Husqvarna)
- 2003: 3º posto Superbikers di Mettet (su Husqvarna)
- 2004: Campione Internazionale d'Italia Supermoto (su Husqvarna)
- 2004: 4º posto Campionato del Mondo Supermoto S1 (su Husqvarna)
- 2004: 11º posto Guidon D'or di Parigi (su Husqvarna)
- 2004: 40º posto Campionato AMA Supermoto (1 gara su 7) (su Husqvarna)
- 2004: Medaglia d'argento X-Games Supermoto di Los Angeles (su Husqvarna)
- 2004: 3º posto Extreme Supermotard di Bologna (su Husqvarna)
- 2005: 14º posto X-Games Supermoto di Los Angeles (su Husqvarna)
- 2005: 5º posto Guidon D'or di Parigi (su Husqvarna)
- 2005: 24º posto Campionato Tedesco Supermoto classe 450 (1 gara su 6) (su Husqvarna)
- 2005: 23º posto Campionato Tedesco Supermoto classe Open (1 gara su 6) (su Husqvarna)
- 2005: Campione Internazionale d'Italia Supermoto classe Sport (su Husqvarna)
- 2005: 3º posto Campionato del Mondo Supermoto S2 (su Husqvarna)
- 2006: 2º posto Campionato Internazionale d'Italia Supermoto classe Sport (su Suzuki)
- 2006: 17º posto Campionato Belga Supermoto classe Prestige 450 (2 gare su 10) (su Suzuki)
- 2006: 9º posto Campionato del Mondo Supermoto S2 (su Suzuki) - infortunio
- 2006: Vincitore Supermoto Masters di Bilstain (su Suzuki)
- 2007: 20º posto Campionato Internazionale Olandese Supermoto (su Suzuki)
- 2007: 9º posto Campionato Internazionale d'Italia Supermoto S1 (su Suzuki) - infortunio
- 2007: 15º posto Campionato del Mondo Supermoto S1 (su Suzuki) - infortunio
- 2007: 3º posto Superbikers di Mettet (su Suzuki)
- 2007: 3º posto Extreme Supermotard di Bologna (su Suzuki)
- 2008: 5º posto Campionato Internazionale d'Italia Supermoto S1 (su Suzuki)
- 2008: 9º posto Campionato del Mondo Supermoto S1 (su Suzuki)
- 2008: 11º posto Extreme Supermotard di Bologna (su Suzuki)
- 2009: 17º posto Campionato Spagnolo Supermoto S1 (1 gara su 6) (su Gas Gas)
- 2009: 9º posto Campionato Internazionale d'Italia Supermoto (su Suzuki)
- 2009: 5º posto Campionato del Mondo Supermoto S1 (su Suzuki)
- 2009: 18º posto Superbikers di Mettet (su Suzuki)
- 2009: 4º posto Extreme Supermotard di Bologna (su Suzuki)
- 2009: Vincitore Supermoto Masters di Bilstain (su Suzuki)
- 2010: 6º posto Campionato Belga Supermoto classe Prestige (2 gare su 4) (su Suzuki)
- 2010: 18º posto Campionato Internazionale d'Italia Supermoto S1 (4 gare su 6) (su Suzuki)
- 2010: 20º posto Campionato del Mondo Supermoto S1 (2 GP su 5) (su Suzuki)
- 2010: 4º posto Superbikers di Mettet (su KTM)
- 2010: 3º posto Supermoto Masters di Bilstain (su Suzuki)
- 2011: 11º posto Superbikers di Mettet (su Husqvarna)